# Sandro Bruni
Sandro Bruni (Zerbolò, 13 novembre 1943) è un politico italiano.
Esponente della Democrazia Cristiana, fu eletto più volte al consiglio comunale di Pavia e ricoprì la carica di sindaco di Pavia dal 1988 al 1990, quando dovette rassegnare le dimissioni. Nel 1990 venne eletto al Consiglio regionale della Lombardia. Con la dissoluzione della DC, aderì al Partito Popolare Italiano e venne nominato assessore nella giunta regionale di Paolo Arrigoni. Nel 2000 fu di nuovo consigliere comunale a Pavia con Forza Italia, rieletto nel 2005 e nel 2009. Dal 2010 al 2012 è stato assessore comunale al commercio, alle attività produttive e alla semplificazione amministrativa.